# Ефремов кодекс

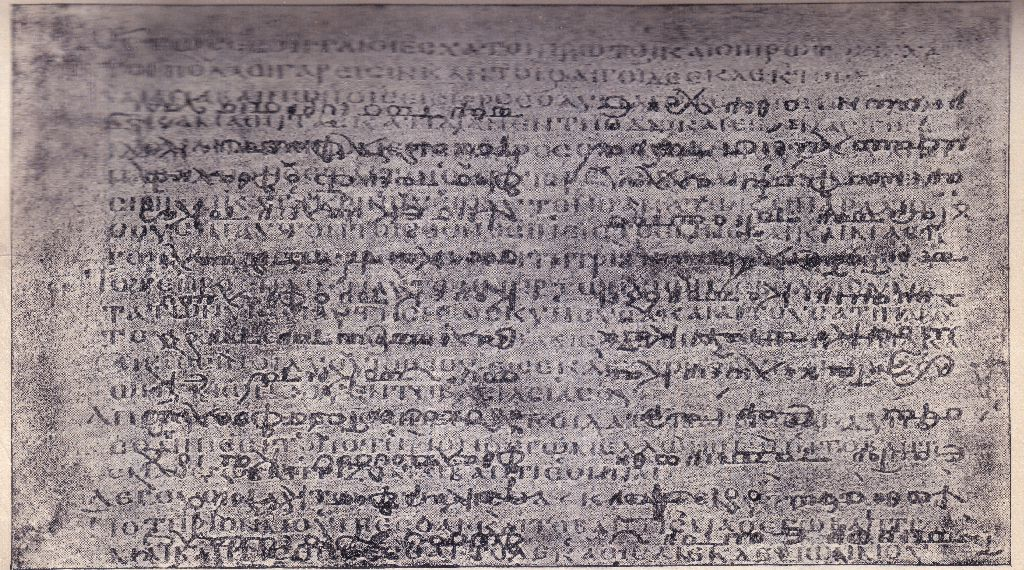
Ефремов кодекс. Фрагмент Мф 20:16-23. Национальная библиотека Франции, Париж.

Ефремов кодекс (лат. Codex Ephraemi Rescriptus) — греческий библейский манускрипт V века. Первоначальный текст был затёрт предположительно в XII веке, после чего на многих листах кодекса был записан греческий перевод 38 гомилий св. Ефрема Сирина. Получившийся палимпсест впоследствии получил название Codex Ephraemi Rescriptus, то есть «переписанный кодекс Ефрема». В научной литературе кодекс Ефрема обозначается литерой C или номером 04.

## Особенности рукописи

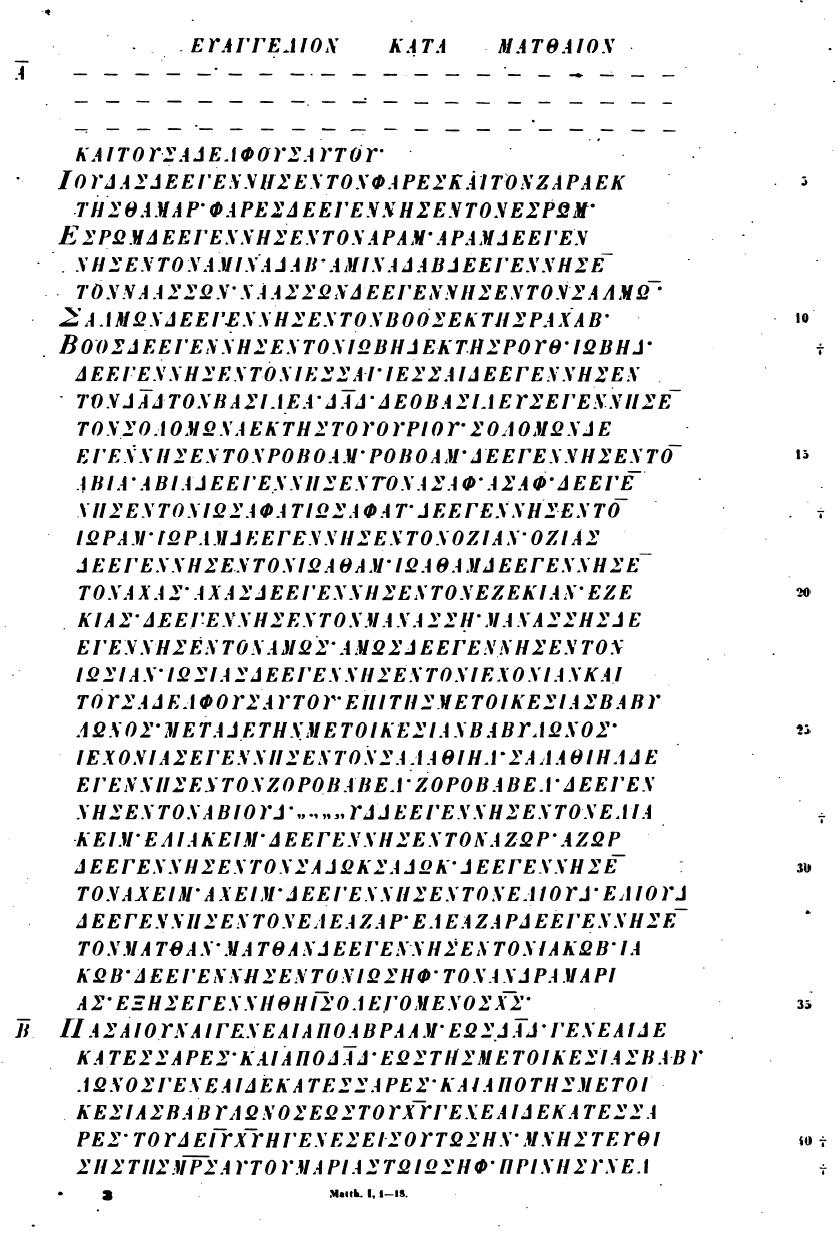
Лист с текстом из издания Тишиндорфа

Кодекс написан унциальным письмом в одну колонку, на веллуме. На фотографии хорошо видны оба слоя палимпсеста: сплошное унциальное письмо и поверх него две колонки, написанные минускулом. Размер кодекса — примерно 31 на 23 см. Вероятно, манускрипт исходно содержал полный греческий текст Библии, но при переписывании многие листы были удалены, так что до настоящего времени сохранилось лишь 64 листа Ветхого Завета и 145 листов Нового Завета (примерно 5/8 новозаветной части рукописи). На полях Евангелий записаны номера Аммониевых секций, но под ними нет номеров десяти канонов Евсевия, которые, возможно, были написаны красными чернилами и со временем полностью выцвели (как и первые строки на сохранившихся листах с началами библейских книг, которые, вероятно, тоже были написаны цветными чернилами). Евфалиев аппарат также отсутствует. Эти, а также другие признаки, позволяют датировать кодекс первой половиной V века.

### Некоторые добавления
Матфей 8:13
καὶ ὑποστρέψας ὁ ἑκατοντάρχος εἰς τὸν οἶκον αὐτοῦ ἐν αὐτῃ τῇ ὦρᾳ εὗρεν τὸν παῖδα ὑγιαίνοντα (сотник возвратившись в дом, в этой час, нашел слугу выздоровевшим). Добавление взято из Лук. 7:10, содержат его рукописи: Синайский кодекс, (N), Θ (0250), f1 (33, 1241), g1, syrh.
Матфей 27:49
ἄλλος δὲ λαβὼν λόγχην ἒνυξεν αὐτοῦ τὴν πλευράν, καὶ ἐξῆλθεν ὖδορ καὶ αἳμα (но один взял копье и пронзил Ему ребра, и тотчас истекла вода и кровь). Добавление взято из Иоан. 19:34 и является характерной чертой рукописей александрийской традиции, содержат его рукописи: Синайский кодекс, Ватиканский кодекс 1209.

## История
В рукопись вносили исправления два корректора. Первый из них (С2, или Сb), вероятно, жил в Палестине в VI веке, а второй (С3, или Сc) в Константинополе в IX веке.
В 1453 году, после взятия турками Константинополя, кодекс Ефрема был вывезен во Флоренцию. Позднее он попал в Париж как часть приданого Екатерины Медичи. В настоящее время кодекс хранится в Национальной библиотеке Франции.

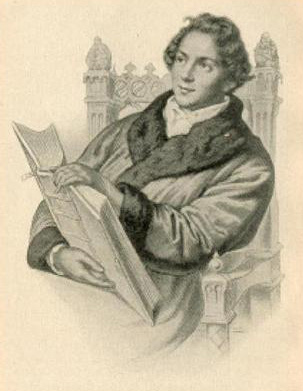
Тишендорф в 1841 году

 Первая полная коллация новозаветного текста кодекса была произведена Веттштейном в 1716 году. В 1834 году листы кодекса были обработаны специальными химическими реагентами, что позднее позволило Константину фон Тишендорфу разобрать почти весь исходный библейский текст кодекса с гораздо большей степенью точности, хотя это потребовало колоссальных усилий и напряжения зрения (многие листы рукописи порваны, чернила выцвели, написанный поверх поздний текст очень затрудняет чтение, так что некоторые места до сих пор остаются нерасшифрованными). Тишендорф опубликовал результаты своей работы над расшифровкой текста Нового Завета в 1843 году; в 1845 году им был опубликован и текст Ветхого Завета. Именно эта работа впервые завоевала Тишендорфу, тогда ещё молодому человеку, высокую репутацию среди библеистов. Тишендорф установил, что над рукописью работали два писца: один над Ветхим Заветом, другой над Новым. Кроме того, он обнаружил, что в рукопись два раза вносили исправления: по-видимому, в VI веке в Палестине и в IX веке в Константинополе. По предположению Тишендорфа, написан манускрипт был в Египте. После Тишендорфа с палимпсестом работали ещё несколько исследователей, использовавших, в частности, ультрафиолетовое излучение, чтобы лучше разобрать затёртый текст. Тем не менее кодекс Ефрема требует дальнейшего изучения и перепроверки данных Тишендорфа.

## Тип текста
Текстологическая характеристика Ефремова кодекса представляет собой нелёгкую задачу. В частности, переписчик Нового Завета, возможно, пользовался сразу несколькими рукописями, принадлежащими к разным типам новозаветного текста, обращаясь в ходе переписывания то к одной, то к другой (и нет оснований думать, что сами эти рукописи были образцовыми представителями того или иного типа текста). В результате текст рукописи в разных местах обнаруживает признаки разных типов, прежде всего александрийского и византийского.
В Евангелие от Матфея 8,13 находится прибавка και υποστρεψας ο εκατονταρχος εις τον οικον αυτου εν αυτη τη ωρα ευρεν τον παιδα υγιαινοντα (сотник возвратившись в дом, в этой час, нашел слугу выздоровевшим), см. Лука 7,10. Прибавку имеют рукописи Синайский кодекс, (Петербургский Пурпурный кодекс), Кодекс Коридети, (0250), f1, (33, 1241),  g1, syrh.